# Partido di Capitán Sarmiento
Il partido di Capitán Sarmiento è un dipartimento (partido) dell'Argentina facente parte della Provincia di Buenos Aires. Il capoluogo è Capitán Sarmiento.